# Trump v. Anderson
Trump v. Anderson, dom nr. 23-719, 601 U.S. 100 (2024), er en sag anket til USA's højesteret, hvor retten afgør, at amerikanske delstater ikke kan vurdere og begrænse valgbarheden ved føderale valg, herunder præsidentvalg, selvom delstaten henviser til den amerikanske forfatnings 14. tilføjelse § 3. I december 2023 havde Colorados højesteret ellers afvist, at den tidligere præsident, Donald J. Trump, er valgbar til et føderalt embede. Retten konkluderede, at siden Trump havde medvirket til stormen på den amerikanske kongres i 2021, som ifølge retten er et kupforsøg, kunne Trump ikke stille op til præsidentvalget i USA 2024. Da sagen blev ført på delstatsniveau i Colorado kendtes den under navnet Anderson v. Griswold.
Colorados højesteret slog fast, at Trumps handlinger før og under angrebet på Kongressen levede op til definitionen på oprør eller kupforsøg. Med udgangspunkt i den amerikanske forfatnings 14. tilføjelse § 3 mente retten i Colorado, at man havde hjemmel til at nægte Trump at stille op til præsidentvalg. Ingen anden præsidentkandidat er nogensinde før i USA's historie blevet nægtet af en delstat at stille op. Højesteretten i Colorado besluttede dog, at dommen først skulle træde i kraft, når USA's højesteret havde haft mulighed for at vurdere eller afvise sagen.
Den 5. januar 2024 annoncerede den føderale højesteret, at den ville se på sagen (såkaldt writ of certiorari), på anmodning fra Donald Trump, og retten ville haste sagen, da retten måtte komme med en afgørelse, inden Det Republikanske Parti skulle vælge en præsidentkandidat. Hovedforhandlingen fandt sted d. 8. februar 2024. D. 4. marts 2024 offentliggjorde USA's højesteret en afgørelse, hvor rettens ni dommere enstemmigt ophævede Colorados Højesterets afgørelse. Dommerne konkluderede, at en delstat ikke kan vurdere valgbarhed under forfatningens 14. tilføjelse § 3 for føderale embeder, da sådanne afgørelser må foretages af føderale institutioner. Ved at lade det være op til delstaterne at vurdere føderal valgbarhed, argumenterer dommerne i afgørelse, vil det medføre kaos og formentlig betyde et fald i valgdeltagelsen.
Den føderale højesteret var imidlertid uenig hvad angår, hvilken føderal institution, som har beføjelse til at vurdere valgbarheden. Et flertal afgør, at kun den føderale Kongres kan erklære nogen uvalgbar, og at ingen ret kan afgøre dette, medmindre at Kongressen ved lov eksplicit tildeler retten denne beføjelse. Fire dommere dissentierede og ønskede i stedet, at føderale domstole har beføjelse til at vurdere valgbarhed.